# Roshani Chokshi
Roshani Chokshi (14 de fevereiro de 1991) é uma escritora norte-americana com ascendência indiana e filipina do gênero fantasia e livros infanto-juvenis. Todos os primeiros romances dela em suas séries estrearam na lista dos mais vendidos do The New York Times.

## Biografia
A mãe de Roshani Chokshi é filipina e seu pai é indiano, ambos imigrantes nos Estados Unidos. Ela cresceu falando inglês, em vez das línguas nativas de seus pais, tagalo e gujarati. Chokshi foi criada como hindu, algo que ela frequentemente utiliza em seus romances. Ela se formou na Universidade Emory em 2013. Para ter seu primeiro livro publicado ela recebeu 20 rejeições de editoras e teve que reescrevê-lo em 2015. Esse primeiro romance foi vendido enquanto ela frequentava a faculdade de direito na Universidade da Geórgia, e ela finalmente desistiu para continuar escrevendo. Ela acredita que um dos conselhos mais importantes que ela ouviu veio de Neil Gaiman, que disse "escreva coisas e termine-as".
Ela cresceu na região de Atlanta e hoje ainda mora no estado da Geórgia, Estados Unidos.

### Escrita
Ela começou a escrever com fanfics de Sailor Moon, repletas de mitologia indiana.
Sobre escrever livros com mitologia indiana ela diz:
| “ | Minha inspiração inicial foi minha avó. Tive a sorte de crescer em uma família repleta de contadores de histórias talentosos. Minha mãe, que é filipina, nos contou histórias de fantasmas e contos monstruosos. Meu Ba, que é indiano, nos contou histórias sobre deuses e semideuses. | ” |

### Livros jovem adulto

#### SérieThe Star Touched Queen
1. The Star-Touched Queen (2016)
2. A Crown of Wishes (2017)

- Death and Night (novela, 2017)
- Star-Touched Stories (coleção, 2018), coleção de três novelas incluindo Death and Night

#### SérieGilded Wolves
1. The Gilded Wolves (2019) no Brasil: Os Lobos Dourados (Astral Cultural, 2023)
2. The Silvered Serpents (2020) no Brasil: As Serpentes Prateadas (Astral Cultural, 2024)
3. The Bronzed Beasts (2021)

### Livros infantis

#### Quinteto Pandava
1. Aru Shah and the End of Time (2018) no Brasil: Aru Shah e o Fim dos Tempos (Plataforma 21, 2018) em Portugal: Aru Shah e o Fim do Tempo (Booksmile, 2019)
2. Aru Shah and the Song of Death (2019) no Brasil: Aru Shah e a Canção da Morte (Plataforma 21, 2019) em Portugal Aru Shah e a Canção da Morte (Booksmile, 2020)
3. Aru Shah and the Tree of Wishes (2020)
4. Aru Shah and the City of Gold (2021)
5. Aru Shah and the Nectar of Immortality (2022)

#### Livro isolado
1. The Spirit Glass (2023)

### Livro adulto
1. The Last Tale of the Flower Bride (2023)

### Contos
- The Vishakanya's Choice (2015)
- The Wives of Azhar (2015)
- "Forbidden Fruit" em A Thousand Beginnings and Endings (2018)
- "Trade at the Fox wedding" (2016)